# メヂカラ
メヂカラは、TBS系列で、2008年10月2日から2010年3月25日まで、毎週木曜日の22:54 - 23:00（JST）に放送されたミニスポーツ・ドキュメンタリー番組である。

## 概要
2008年10月1日から放送を開始した、月曜から木曜までのミニ番組枠『THE PRIME』木曜日の位置付けで、2009年10月1日までは、同番組内で放送してきた。
2009年10月8日からは、『THE PRIME』枠の解消・終了に伴い、放送曜日・時間をそのままに、単独番組として引き続き放送されているが、「THE PRIME」のタイトルも引き続き表示した。
2010年4月改編および『NEWS23（第1期）』を改題・枠拡大した『NEWS23X』の開始により、同年3月25日を以って終了した。

## 内容
スポーツ選手の視線をヘルメットに取り付けたカメラ（番組では「メヂカラ君」と称している）の映像で綴る番組。アスリート視線を追求している。
番組では、ハイビジョン制作と字幕放送を実施しているが、アナログ放送では、レターボックスの形態で放送している。

## ナレーター
- 緒形直人

- 製作:ドリマックス・テレビジョン、TBS